# Kozietulski i inni
Kozietulski i inni – esej historyczny Mariana Brandysa wydany w 1967 w Warszawie przez Państwowe Wydawnictwo „Iskry”. Tematem książki są biografie szwoleżerów 1 Pułku Gwardii Cesarskiej na tle epoki wojen napoleońskich.
Książka opowiada o życiu tytułowego Jana Leona Kozietulskiego, szwoleżera i gwardzisty Napoleona, który brał udział w jego licznych kampaniach wojennych (m.in. w słynnej bitwie pod Somosierrą). Oprócz niego ukazane są biografie i sylwetki innych Polaków, którzy służyli w gwardii szwoleżerów. W tle przedstawiony jest barwny obraz Polski i Europy na tle wojen napoleońskich.